# Sławomira Szpek
Sławomira Szpek (ur. 29 marca 1974 w Gdyni) – zawodniczka uprawiająca strzelectwo (specjalność: pistolet), olimpijka z Pekinu 2008; oficer Marynarki Wojennej RP.
Zawodniczka klubu WKS Flota Gdynia. Swoje pierwsze sukcesy na arenie międzynarodowej odnosiła jako juniorka zdobywając w roku:
- 1991
  - 3. miejsce w mistrzostwach świata juniorów w strzelaniu z pistoletu pneumatycznego 40 strzałów,
  - 3. miejsce w mistrzostwach świata juniorów w strzelaniu z pistoletu pneumatycznego 40 strzałów drużynowo,
  - 2. miejsce w mistrzostwach Europy juniorów w strzelaniu z pistoletu pneumatycznego 40 strzałów drużynowo
  - 3. miejsce w mistrzostwach Europy juniorów w strzelaniu z pistoletu sportowego 30+30 strzałów
- 1992
  - 2. miejsce na mistrzostwach Europy juniorów w strzelaniu z pistoletu pneumatycznego 40 strzałów drużynowo
  - 2. miejsce na mistrzostwach Europy juniorów w strzelaniu z pistoletu sportowego 30+30 strzałów drużynowo
- 1994
  - 1. miejsce w mistrzostwach świata juniorów w strzelaniu z pistoletu sportowego 30+30 strzałów

Wielokrotna medalistka mistrzostw Polski. Wielokrotna medalistka zawodów Pucharu Świata oraz zawodów międzynarodowych.
Największe sukcesy osiągnęła w zawodach sportowców wojskowych:
- 2010 – Wojskowe Mistrzostwa Świata w strzelectwie:
  - złoto w strzelaniu z pistoletu 25 m indywidualnie[2]
  - złoto w strzelaniu z pistoletu 25 m drużynowo[3]
- 2011 – Światowe Wojskowe Igrzyska Sportowe:
  - srebro w strzelaniu z pistoletu 25 m indywidualnie[4]
  - srebro w strzelaniu z pistoletu 25 m drużynowo[5]
  - brąz w strzelaniu z pistoletu 25 m (konkurencja Military Rapid Fire) indywidualnie[6]
- 2012 – Wojskowe Mistrzostwa Świata w strzelectwie:
  - brąz w strzelaniu z pistoletu sportowego indywidualnie[7]
  - brąz w strzelaniu z pistoletu sportowego drużynowo[8]

Na igrzyskach olimpijskich w 2008 roku wystartowała w strzelaniu z pistoletu pneumatycznego 40 strzałów zajmując 30. miejsce oraz w strzelaniu z pistoletu sportowego 30+30 strzałów zajmując 27. miejsce.

## Odznaczenia
- Podwójna Złota Gwiazda CISM za Zasługi Sportowe – 2011[9]
- Złota Gwiazda CISM za Zasługi Sportowe – 2009[10]